# Rödbådan
Rödbådan är ett skär i Korpo i Finland. Den ligger i kommunen Pargas i den ekonomiska regionen  Åboland  och landskapet Egentliga Finland, i den sydvästra delen av landet, 180 km väster om huvudstaden Helsingfors.
Rödbådan ligger nära Vandrock i Nagu, men är på Korposidan om gränsen.